# Пенка, Карл
Карл Пенка (26 октября 1847, Мюглице — 10 февраля 1912, Вена) — австрийский филолог и антрополог, социодарвинист. Известен своими ныне устаревшими теориями, определяющими местонахождение прародины индоевропейцев в Северной Европе (североевропейская гипотеза). Описывается как «переходная фигура между арианизмом и нордизмом», поскольку он отождествлял «арийскую расу» с «нордической».

## Биография
Пенка родился в Мюглице, Моравия (ныне Мохелнице, Чешская Республика), с 1873 до 1906 годы был профессором Максимилианской гимназии, средней школы для мальчиков, в Вене.
Пенка соединял антропологию и сравнительное языкознание и проявлял особый интерес к происхождению индоевропейцев. Он использовал термин «арии» в лингвистическом смысле и расширил его до понятий расы и культуры. Пенка популяризировал теорию, что «арийская раса» возникла в Скандинавии и может быть идентифицирована по нордическим характеристикам голубых глаз и светлых волос. Пенка утверждал, что Скандинавия является прародиной «чистых арийцев», к числу которых он относил северных немцев и скандинавов. В 1877 году Пенка заявлял, что индоевропейцы «всегда были победителями и никогда — побеждёнными».
Пенка первым предложил гипотезу нордической прародины в 1883 году. Согласно Пенке, примитивные индоевропейцы должны были быть оседлыми земледельцами, выходцами с севера, из Скандинавии, сформировавшимися без внешнего вмешательства со времён палеолита.
В своей книге 1883 года «Происхождение ариев» (Origines Ariacae) он предположил, что индоевропейская родина находилась на крайнем севере, что соответствует Гиперборее древности.
Пенка умер в Вене в 1912 году.

## Влияние
Считается пионером расистских и антисемитских теорий в этнологии.  Вслед за Пенкой британские исследователи Дж. Рис и Дж. Рендолл предполагали местонахождение прародины «арийцев» либо в Балтийском или в целом в Арктическом регионе.
Гипотеза нордической прародины, выдвинутая Пенкой, развивалась Германом Хиртом, Густафом Косинной и др. В конце XIX века и начале XX века гипотеза имела некоторый успех, став популярной в этнонационалистических кругах, в том числе в идеологии национал-социализма.

## Некоторые работы
- Die Nominalflexion der indogermanischen Sprachen (Vienna, 1878).
- Origines Ariacae. Linguistisch-ethnologische Untersuchungen zur ältesten Geschichte der arischen Völker und Sprachen (Vienna, 1883).
- Die Herkunft der Arier. Neue Beiträge zur historischen Anthropologie der europäischen Völker (Vienna, 1886).
- 'Entstehung der arischen Rasse' in Das Ausland (1891), начиная с s. 132.
- Neue Hypothesen über die Urheimat der Arier (Leipzig, 1906).
- O. Schraders Hypothese von der südrussischen Urheimat der Indogermanen (Leipzig, 1908, in series Beiträge zur Rassenkunde, 6).